# Mosandrite-(Ce)
La mosandrite-(Ce) (simbolo IMA: Msd-Ce) è un raro minerale del supergruppo della seidozerite e, al suo interno, del gruppo della rinkite; appartiene alla famiglia minerale dei "silicati" e possiede composizione chimica Ca2(CaCe)[(H2O)2Ca0,5☐0,5]Ti(Si2O7)2(OH)2(H2O)2.

## Etimologia e storia
Al momento della sua scoperta nel 1840, il minerale fu chiamato semplicemente mosandrite da Axel Joakim Erdmann in onore del chimico e mineralogista svedese Carl Gustav Mosander (1797-1858) che aveva scoperto e descritto l'elemento chimico lantanio nel 1839.
Successivamente, per la precisione nel 2016, l'Associazione Mineralogica Internazionale (IMA), ha cambiato il nome da mosandrite a mosandrite-(Ce).

## Classificazione
La classica nona edizione della sistematica dei minerali di Strunz, aggiornata dall'Associazione Mineralogica Internazionale (IMA) fino al 2009, elenca la mosandrite-(Ce) nella classe "9. Silicati (germanati)" e nella sottoclasse "9.B Sorosilicati"; questa viene più finemente suddivisa in base alla presenza di anioni e alla coordinazione dei cationi, in modo da trovare la mosandrite-(Ce) nella sezione "9.BE Gruppi Si2O7, con anioni aggiuntivi; cationi in coordinazione ottaedrica [6] e superiore" dove forma il sistema nº 9.BE.20 insieme a nacareniobsite-(Ce) e rinkite-(Ce).
Tale classificazione rimane invariata nell'edizione successiva, proseguita dal database "mindat.org" e chiamata Classificazione Strunz-mindat, dove la mosandrite-(Ce) oltre ai minerali già citati è on compagnia anche di roumaite e rinkite-(Y).
Nella Sistematica dei lapis (Lapis-Systematik) di Stefan Weiß la mosandrite-(Ce) è elencata nella classe dei "silicati" e nella sottoclasse dei "sorosilicati"; qui è nella sezione dei "sorosilicati (con struttura) [Si2O7]6-, con anioni non tetraedrici (O,OH,F); serie della mosandrite-rosenbuschite" dove forma il sistema nº VIII/C.12 insieme a batievaite-(Y), fogoite-(Y), götzenite, hainite-(Y), kochite, nacareniobsite-(Ce), rinkite-(Ce) e rosenbuschite.
Anche la classificazione dei minerali secondo Dana, usata principalmente nel mondo anglosassone, la mosandrite-(Ce) si trova nella famiglia dei "silicati"; qui è nella classe dei "sorosilicati: gruppi Si2O7 e O, OH, F e H2O" e nella sottoclasse dei "sorosilicati: gruppi Si2O7 e O, OH, F e H2O con cationi in coordinazione [4] e/o >[4]" dove è nella sezione "mosandrite e specie affini" insieme a nacareniobsite-(Ce), fersmanite e götzenite.

## Abito cristallino
La mosandrite-(Ce) cristallizza nel sistema monoclino nel gruppo spaziale P21/c (gruppo nº 14) con le costanti di reticolo a = 7,398(1) Å, b = 5,595(1) Å, c = 18,662(2) Å e β = 101,37(1)°, oltre ad avere 2 unità di formula per cella unitaria.

## Origine e giacitura
La mosandrite-(Ce) si forma come prodotto di alterazione della rinkite. e di solito è associata con analcime, annite, astrofillite, catapleiite, egirina, fluorite, låvenite, leucofanite, nefelina, rosenbuschite e sodalite.
La mosandrite-(Ce) è un minerale raro ed è stata trovata solo in pochi siti sparsi per il mondo: la sua località tipo è "Låven" presso Larvik (nel Norvegia) e sempre in Norvegia è stata trovata anche in alcuni siti presso Porsgrunn (nel Telemark).
Altri siti noti per il minerale, solo per citarne alcuni, si trovano in Francia (Le Puy-en-Velay); Spagna (isola di Tenerife); Svezia (Jönköping e Uppsala); Inghilterra (nel sito di "Wolf Rock" in Cornovaglia).
Fuori dall'Europa, sempre per citare solo alcuni luoghi di ritrovamento per la mosandrite-(Ce), si ricordano: Stati Uniti, Russia, Angola, Sudafrica, Mali, Madagascar Canada e Groenlandia.

## Forma in cui si presenta in natura
I cristalli di mosandrite-(Ce), traslucidi, hanno lucentezza vitrea e colore marrone rossastro intenso, verde brunastro, giallastro o giallo verdastro con striscio tra il giallo pallido e il verde giallastro.